# O corno
O corno és una pel·lícula dramàtica de 2023 dirigida per Jaione Camborda i protagonitzada per Janet Novás. És una coproducció hispano-belga-portuguesa, rodada en gallec. Va guanyar la Conquilla d'Or a la millor pel·lícula de la 71a edició del Festival Internacional de Cinema de Sant Sebastià el 2023.

## Argument
Ambientada a la Galícia de 1971, la trama segueix la difícil situació de María, una dona obligada a abandonar l'illa de Arousa i travessar la frontera portuguesa a través de rutes de contraban.

## Repartiment
- Janet Novás com María
- Siobhan Fernandes com Anabela
- Carla Rivas com Luisa
- Daniela Hernán Marchán com Ángela
- María Lado com Teresa
- Julia Gómez com Carmen
- José Navarro com Marcos
- Nuria Lestegás com Mabel
- Darío Fernández Raposo com Manuel
- Diego Anido com Juan
- Filomena Gigante com Belén

## Producció
O corno és una coproducció internacional hispano-portuguesa-belga. Ha estat produïda per Esnatu Zinema, Miramemira i Elastica Films al costat de Bando à Parte i Cupido Bulletproof, amb la participació de TVE, TVG, Movistar Plus+, e el suport de ICAA, Eurimages i AGADIC.

## Estrena
O corno va ser seleccionada al Platform Prize del 48è Festival Internacional de Cinema de Toronto, el setembre de 2023 i en la secció oficial del 71è Festival Internacional de Cinema de Sant Sebastià per la seva estrena europea on va aconseguir la Conquilla d'Or a la millor pel·lícula. També fou visionada al BFI London Film Festival 2023.

## Recepció

### Llistes Top ten
La pel·lícula també va aparèixer a les llistes de la crítica de les deu millors pel·lícules espanyoles del 2023:
- 5a — El Cultural (crítics)[9]

### Reconeixements
| Premi                                             | Data                   | Categoria                      | Receptor    | Resultat  | Ref.   |
| ------------------------------------------------- | ---------------------- | ------------------------------ | ----------- | --------- | ------ |
| Festival Internacional de Cinema de Sant Sebastià | 30 de setembre de 2023 | Conquilla d'Or                 | O corno     | Guanyador | [ 10 ] |
| Premis Feroz                                      | 26 de gener de 2024    | Premi Feroz Arrebato de Ficció | O corno     | Pendent   | [ 11 ] |
| Premis Goya                                       | 10 de febrer de 2024   | Millor actriu revelació        | Janet Novás | Pendent   | [ 12 ] |